# Invasione di Capri
La cattura di Capri, nota anche come battaglia di Capri o campagna di Capri, fu un tentativo di invasione di unità emigrate e straniere dell'esercito britannico per stabilire un punto d'appoggio nell'area di Capri nel Golfo di Napoli.

## Contesto bellico
Nel 1808 in seguito al successo di Napoleone nella sua campagna di Prussia, i britannici discussero con i loro alleati russi e siciliani l'apertura di un nuovo "fronte meridionale" preferibilmente nell'area della Sicilia o dei Balcani. Nel 1807 i britannici istituirono ufficialmente la Mediterranean Fleet (la Flotta del Mediterraneo), anche se in realtà essa era di solito sottodimensionata e consisteva di soli due squadroni, uno con sede a Gibilterra e l'altro a Malta. Quell'anno, il viceammiraglio Sir Thomas Francis Fremantle assunse il comando di questa nuova flotta e formò due nuovi squadroni di fregate nelle località sopra menzionate per condurre incursioni sulle rotte e località commerciali francesi.
Alla fine fu deciso di aprire un nuovo fronte a Capri sotto supervisione britannica, ma in realtà costituito da forze straniere al servizio della Gran Bretagna. Al comando c'era il colonnello Hudson Lowe (in seguito promosso generale di brigata) per i britannici e il generale di divisione Jean Maximilien Lamarque (riferente a Murat) al comando dei francesi.
La posizione britannica era inizialmente considerata forte in quanto il piccolo squadrone di stanza al largo della costa comprendeva la nave di quinta classe da 44 cannoni, la HMS Ambuscade. Tuttavia, proprio quando iniziarono gli spari, la nave partì in cerca di aiuto; tornò l'8 ottobre con la fregata di sesta classe Enterprise da 28 cannoni, la HMS Mercury. Tuttavia, questa forza fu ancora una volta trattenuta quando il tempo avverso ostacolò le loro operazioni.

## Battaglia
Il 5 ottobre 1808 la forza britannica sbarcò con l'assistenza dell'HMS Ambuscade e stabilì una base sull'isola. Entro il 15 - 16 ottobre, la forza franco-napoletana sbarcò a Capri e la battaglia iniziò, con i francesi che non persero quasi uomini e la forza britannica che fu per lo più catturata o ferita.
Poiché i britannici non collaborarono con i loro guerriglieri napoletani e gli alleati siciliani,  l'invasione terminò prima ancora di iniziare realmente. Inoltre, il re di Napoli, il Maresciallo dell'Impero Gioacchino Napoleone Murat organizzò bene le sue forze e le truppe dell'esercito francese di Napoli per eliminare gli invasori. Alla fine, la campagna fu considerata un clamoroso successo per i francesi e i loro alleati napoletani e un orribile fallimento per i britannici.
Quando i britannici sbarcarono, il re Murat inviò una forza sotto il comando di Lamarque per attaccarli e cacciarli dalle terre. Lamarque attaccò e riuscì a costringere i britannici a capitolare nel giro di poche ore.

## Conseguenze
Dopo la resa della guarnigione, il Royal Regiment of Malta subì il peggio, ma i 300 superstiti riuscirono a fuggire e pianificarono un'incursione su Napoli. Tuttavia, questo tentativo fallito di gloria fece perdere al reggimento i suoi colori.
Il resto della forza, tra cui 680 maltesi catturati, tra cui 22 ufficiali, fu evacuato in Sicilia secondo i termini della resa. Questa piccola, ma decisiva azione diede un enorme impulso al prestigio francese nella zona.

## Ordine di battaglia

### Forze franco-napoletane
Nota: il termine compagnie d'élite si riferisce alle compagnie di granatieri e volteggiatori dei battaglioni (compagnie di fianco). I nomi in corsivo si riferiscono alla nazione da cui provengono queste unità, tuttavia non sono stati utilizzati nei rispettivi titoli.

#### Forze franco-napoletane
Le forze franco-napoletane erano comandate dal generale di divisione Jean Maximilien Lamarque e dai generali di brigata Vincenzo Pignatelli, Francesco Pignatelli-Strongoli e Luigi Bernardino Cattaneo, ed erano composte da:
- 1º Reggimento Napoletano di fanteria di linea (3 battaglioni)
- 2º Reggimento Napoletano di fanteria di linea (3 battaglioni)
- 3º Reggimento Italiano di fanteria di linea (2 battaglioni)
- 1 Battaglione della Legione Corsa (francese)
- Compagnie d'élite (granatieri e volteggiatori) del 23º Reggimento di fanteria di linea (francese)
- Compagnie d'élite del 52º Reggimento di fanteria di linea (francese)
- Compagnie d'élite del 62º Reggimento di fanteria di linea (francese)
- 1 Compagnia del Reggimento di fanteria Isenburg[6]
- Fanti di Marina della Guardia Reale (napoletana)
- 1 Compagnia del Battaglione Zappatori (napoletano)

Forza navale franco-napoletana
- Comandata dal capitano di fregata Bausan
- Fregata napoletana da 40 cannoni, Cerere
- Corvetta francese da 40 cannoni, classe Pallas Renommée
- 26 cannoniere (con cannoni da 24 libbre)
- 1 galeotta bombardiera
- 180 imbarcazioni da trasporto di tutti i tipi
- 16 altre barche (destinate alle marine)

### Guarnigione britannica
La guarnigione britannica a Capri contava circa 1 500 uomini al momento dell'invasione. Secondo i termini della resa, la guarnigione doveva essere evacuata in Sicilia con i colori e tutti gli onori di guerra.
- Guarnigione britannica a Capri[4], comandata dal generale di brigata Hudson Lowe[4]
  - Royal Regiment of Malta (9 x compagnie, 44 sottufficiali e 620 uomini)
  - Royal Corsican Rangers (10 x compagnie, 44 sottufficiali e 640 uomini)
  - 200 x Irregolari Siciliani
  - 21 x cannoni (7, 32, 36 e 37 libbre, carronate rimanenti, cannoni più vecchi e cannoni leggeri da 4 libbre)
- Royal Navy Forces nell'area (vedi sfondo sopra)
  - Fregata di quinta classe di classe Amazon da 44 cannoni, HMS Ambuscade
  - Fregata di sesto grado di classe Enterprise da 28 cannoni, HMS Mercury - in arrivo l'8

## Nella cultura di massa
Un resoconto di questa spedizione viene fornita da Alexandre Dumas in "Le Spéronare", sotto forma di racconto drammatico.